# معركة القيروان (1060)
معركة القيروان (1060), هي معركة حصلت بين هوارة وبنو هلال. بعد رحيل المعز عن القيروان، ترك القائد بن ميمون حاكماً فيها، و فشل هذا الأخير في حماية المدينة فقد نهبها العرب عام 1057، و بعدها نجحت قبيلة هوارة البربرية في أن تطرد القائد و تستولي على القيروان. و في يوم السبت 2 شوال 452هـ / 30 نوفمبر 1060، حصلت الحرب، وهاجم العرب القيروان و انتصروا، و قُتلت عساكر هوارة في باب أصرم، و بهذا استولى العرب على القيروان نهائيا.